# متل (شیمی)
'مِتُل(به انگلیسی: Metol) یک ترکیب شیمیایی است با نام monomethyl - P - aminophenol hemisulfate است. این ماده یکی از عوامل اصلی ظهور در عکاسی سیاه و سفید، مخصوصاً ظهور فیلم سیاه و سفید می‌باشد. متل در خالص‌ترین شکل خود، یک ماده شیمیایی حساس به نور است. نمک سولفاته آن که (hemisulfate) می‌باشد، N - متیل - P - aminophenol.654 - 98 نامیده می‌شود.

## سنتز
متل از واکنش هیدروکینون با متیل آمین پس از خنثی سازی با اسید سولفوریک تهیه می‌شود.